# Салехард (аэропорт)
Салехард (IATA: SLY, ICAO: USDD) — аэропорт федерального значения в окружном центре Ямало-Ненецкого автономного округа России, расположенный в 7 километрах к северу от города. Гражданский аэродром, обслуживающий пассажирские лайнеры среднего размера.
Имеет одну взлётно-посадочную полосу и вертодром. Также используется как аварийный аэродром для лайнеров, выполняющих трансполярные рейсы.
Вместо АО «Аэропорт Салехард» с 20 июня 2024 года аэропорт взяло под управление ООО «Аэропорт Салехард» — дочерняя компания сети «Новапорт».

## Принимаемые типыВС
Ан-12, Ан-24, Ан-26, Ан-28, Ан-30, Ан-32, Ан-72, Ан-74, Ил-76, Ил-86, Ил-96, Л-410, Ту-134, Ту-154, Як-40, Як-42, Airbus A319, Airbus A320, ATR 42, ATR 72, Boeing 737, BAe 146, Bombardier CRJ 100/200, Embraer EMB 120 Brasilia, Sukhoi Superjet 100, Pilatus PC-12 и более лёгкие, вертолёты всех типов. Классификационное число ВПП (PCN) 39/R/B/X/T.

## Показатели деятельности
| год             | 2014  | 2015  | 2016  | 2017  | 2021  | 2022  | 2023  |
| тыс. пассажиров | 363,8 | 284,2 | 293,4 | 298,1 | 388,8 | 411,0 | 455,7 |